# TGV La Poste

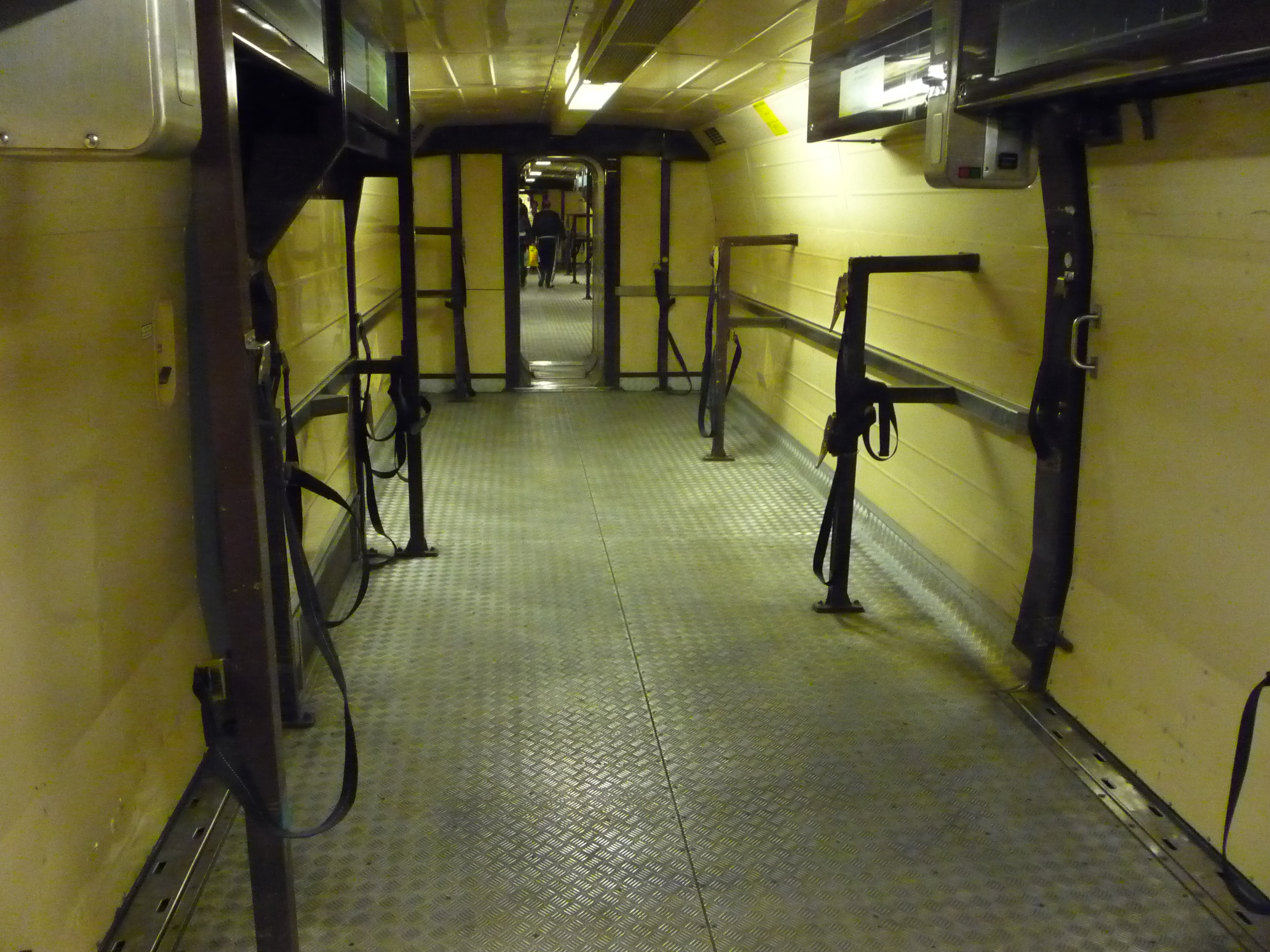
A motorvonat belseje

Az SNCF TGV La Poste a TGV motorvonatok postavonat változata. Posta szállítására használták Franciaországban. A járművek a TGV Sud-Est motorvonatok módosított változatai. Összesen 5 db épült belőlük 1983-ban. A motorvonatokat 2015-ben selejtezték.

## Szolgáltatások
A szerelvényeket az Alstom gyártotta 1978 és 1986 között. Ezek a TGV-egységek lényegében a postai szállításra átalakított TGV Sud-Est motorvonatok voltak. Öt fél szerelvényt építettek, 1-5 számozással. További kettőt, a 6. és 7. számot a korábbi 38-as számú TGV-SE szerelvényből alakítottak át. Mindegyik félszerelvény egy motorkocsiból és négy középkocsis betétkocsiból állt.
2009-ben a La Poste napi 8-ról napi hat menettérti járatra csökkentette a járatokat..
2012. március 21-én egy bemutató postavonat közlekedett London St Pancrasba Párizsból, a Csatorna-alagúton át, de nem lett folytatása a szolgáltatásnak.
2015 közepén a La Poste megszüntette a TGV postai szolgáltatásokat, helyette a postai szolgáltatásokat cserefelépítményekre helyezte át egy jelentős logisztikai átszervezés és bővítés részeként, amelyet a szerelvények nem voltak képesek kezelni. Emellett az elmúlt években csökkent a gyors éjszakai postai szolgáltatások iránti kereslet. Az utolsó járat 2015. június 27-én közlekedett Cavaillon (Marseille) és Charolais (Párizs) között. La Poste originally was seeking a buyer for the fleet, A La Poste eredetileg vevőt keresett a flottára, 2016 decemberében azonban három szerelvényt leszerelt az SME (Société Métallurgique d'Épernay), így csak egy fél tartalék szerelvény maradt.